# Treehouse of Horror XXXIV
«Treehouse of Horror XXXIV» (с англ. — «Домик ужасов на дереве 34») — пятая серия тридцать пятого сезона мультсериала «Симпсоны». Впервые вышла 5 ноября 2023 года в США на телеканале «Fox».

## Сюжет

### Вступление
Чья-то рука на кладбище протирает лист бумаги камнем. В результате проявляются черепа Симпсонов, под которым надпись «Treehouse of Horror XXXIV».

### «Wild Barts Can’t Be Token» (сангл.—«Дикий Барт не может быть токеном»)
Мэр Куимби объявляет, что Спрингфилдский художественный музей закрывается навсегда, а экспонаты оцифруют и превратят в NFT. Тем временем Гомер и Барт пробираются в музей, чтобы превратить картину с корабликом из своей гостиной в невзаимозаменяемый токен. Однако сначала Барт решает превратить в NFT свою задницу. В результате аппарат уничтожает тело Барта, а его отправляют в блокчейн. Гомер ужасается потерей сына, и видит, что теперь Барт стоит полтора миллиона долларов.
Дома Мардж тоже ужасается потерей сына. Однако появляются звёздные промоутеры NFT: Кайли Дженнер, Роб Гронковски и Джимми Фэллона. Они говорят Мардж, что она должна сама войти в блокчейн, чтобы вернуть сына. Кайли Дженнер даёт Мардж флешку-ключ для возможности возвращения в реальность.
Когда Мардж оцифровывается, она появляется в заднем вагоне блокчейн-поезда, в котором находятся ничтожные NFT. Они ей говорят, что Барт как дорогой токен находится в «голове» поезда. После неудачной попытки открыть крепко запертую дверь Мардж случайно падает на другое NFT, убив его. В результате стоимость Мардж растёт, и она оказывается в следующем вагоне поезда. Там NFT-кошки говорят ей, что, увеличивая свою стоимость, уничтожая другие NFT, она продвигается вперёд по поезду. Мардж продолжает свой путь к «голове», убивая по дороге всех невзаимозаменяемых токенов.
Мардж находит Барта, наслаждающегося роскошной жизнью в поезде, но мать пытается убедить сына уйти с ней. Между тем, в реальности мистер Бёрнс пытается убедить Гомера продать ему Барта как стоимостный токен, чтобы тот не возвращался к реальности как ничтожный человек. Гомер ломается, о чём Лиза предупреждает Мардж и Барта. Гомер нажимает кнопку продажи как раз, когда Мардж и Барт возвращаются в реальность. Однако, Лиза говорит, что Гомер так хотел не упускать выгоду, что продал себя как NFT… В блокчейн-поезде Гомер начинает наслаждаться своей новой жизнью, но поезд останавливается, потому что эра NFT закончилась, из-за чего все NFT обесцениваются.

### «Ei8ht» (сангл.—«Восемь»)
7 октября 1993 года. Сайдшоу Боб поёт Барту на лодке, направляющейся к Спрингфилду. Но тут Боб понимает, что Барт пытался отвлечь его внимание. Когда связанная Лиза поднимается к окну лодки, она видит, как Боб жестоко убивает Барта мачете.
Тридцать лет спустя Лиза работает деканом кафедры криминальной психологии в Спрингфилдском университете. Нельсон Манц, офицер полиции, обращается к Лизе за помощью по делу, поскольку убийца оставил сообщение специально для неё: «Hi Lisa!» (рус. Привет, Лиза!). Когда Лиза прибывает на место происшествия, она обнаруживает, что Рода Фландерса жестоко убили, а на стене кровью написано: «Род — первый». Полицейские сообщают, что нашли ещё одно тело, затем ещё одно, ещё одно, и ещё одно (в сумме — 4; с Родом — 5) и у всех есть надпись о том, что это жертва первая…
Лиза понимает, что это дело она не может понять, поэтому обращается к единственному такому же столь сумасшедшему человеку, — Сайдшоу Бобу. В тюрьме Лиза просит помощи у Боба, но тот отказывается давать ей какие-либо ответы, вместо этого он говорит загадками и намекает на подсказку в анаграмме его слов. Посещение Боба только разозлило Лизу.
Когда на похоронах Шерри, Лиза и Нельсон узнают, что среди близнецов Шерри была старшей, Лиза понимает, что убийца убивает первенцев. Она также понимает, что Боб действительно оставил намёк с комментарием «анаграмма». Они с Нельсоном отправляются к жуткой заброшенной бойне Ани Грэм (англ. Ana Gram). Там Нельсона убивают крючком для мяса… Лиза не может найти сержанта, но вдруг видит его подвешенным на крючках и ужасается. Затем Лиза находит логово убийцы, которое оказывается точной копией её детской спальни. На записях видеокамер Лиза узнаёт, что серийный убийца… она сама. Несмотря на отрицание Лизы, её помещают в тюрьму.
В тюрьме охранник приводит Сайдшоу Боба в камеру, где его ждёт Лиза. Она рассказывает, что у неё диссоциативное расстройство идентичности, а «профессор Лиза», сама того не подозревая, была её сообщницей. Она также рассказывает, что знала, что попадёт в тюрьму к нему, но чтоб в одну камеру, ей помогли: оказывается что охраницей была — Мэгги. Тогда под песню «He Is an Englishman», которую Боб пел Барту, Лиза убивает Боба…

### «Lout Break» (сангл.—«Эпидемия грубиян»)
Гомер ест пончики в турбиной комнате Спрингфилдской АЭС, но Смитерс приказывает ему перестать. Гомер жалуется на то, что государство постоянно всё запрещает, и было бы хорошо, если бы люди имели здравый смысл, как у него. Внезапно коробка с пончиками падает и один из них катится по всей станции, собирая мусор и радиоактивные отходы, пока Гомер бежит ща ним. В конце концов Гомер догоняет пончик и съедает его. Ночью пончик начинает мутировать ДНК Гомера.
На следующее утро Гомер идёт за газетой Неда Фландерса. Встретившись, Гомер случайно отрыгивает Неду в лицо, от чего ему становится не хорошо. Позже в церкви, Неду становится хуже, и он приобретает вид и манеры своего соседа. Затем Нед отрыгивает на всю церковь и заражает других прихожан.
Впоследствии вирус распространяется по городу, от чего жители становятся глупыми и ленивыми. Барт, Лиза и Мэгги смотрят об этом по новостям и понимают, что они все похожи на папу. Но вдруг их похищают…
Оказывается, что их похитили не заражённые учёные. Среди них оказывается профессор Фринк, и он говорит им, что они не пострадали, так как они дети Гомера. Он говорит им, что они должны помочь найти их отца и остановить вспышку. Они находят настоящего Гомера, но тот не хочет, чтобы всё снова вернулось к нормальной жизни, поскольку теперь мир является для него утопией. Но затем профессор Фринк рассказывает ему, что Мардж тоже заразилась и он должен с ними сотрудничать, если хочет вернуть её в норму. Однако Гомер считает её ещё более красивой, чем раньше. Тогда Фринк собирается выпустить ядерное оружие на всех заражённых, но Гомер случайно разрывает его защитный костюм почесав спину чесалкой. В результате Фринк также заражается. После этого все Гомеры начинают петь песню «Just Like Paradise», в то время как показано, как во всем мире Гомеры изменили разные места…

## Производство
Со-исполнительный продюсер серии Брайан Келли признался, что при разработке первого сегмента он не понимал, что такое блокчейн: 
[Один из Создателей «Симпсонов»] Джеймс Брукс очень хотел, чтобы мы что-то сделали про NFT. Один из наших сценаристов, Джефф Уэстбрук, прежде чем стать сценаристом, был профессором информатики. Поэтому мы очень сильно на него опирались. Он действительно написал этот сегмент. К счастью, он знал, о чём говорил. Каждый раз, когда я пытался что-то изменить, я говорил: «Джефф, это нормально?». И он бы это одобрил. Многое из этого достаточно точно… Мэтт Селман придумал связать с фильмом «Сквозь снег», чтобы представить блокчейн как поезд. Ладно, мы знаем, как рассказать эту историю.Брайан Келли, 
В рамках продвижения эпизода телевизионным критикам поступило письмо-приглашение к просмотру от имени Сайдшоу Боба.
Келли также признался, что впервые режиссировал Келси Грэммера в роли Сайдшоу Боба, но получил от этого удовольствие:
Он невероятно весел. Он перешёл, и это очень быстро, потому что он, в сущности, идеален. Каждое чтение [реплики] забавно. Наверное, это заняло всего 20 минут, потому что он просто так хорош. Я хотел бы иметь больше заметок и вытащить их, но я не мог придумать никаких заметок для него. Он удивителен.Брайан Келли, 
Шутка со смешной надгробной надписью Гомера во втором сегменте («Гомер Симпсон. Подавился теннисным мячиком») предложил сценарист Сезар Мезариегос.
По словам Келли, в третьем сегменте было большим вызовом для аниматоров нарисовать Гомерские версии персонажей:
Это был. Огромный проект. Одна из первых вещей, которые вы делаете после написания сценария, — это работа над дизайном. И дизайны много раз возвращались туда-сюда с этими Гомерскими персонажами. У нас отличная команда дизайнеров… У нас даже есть Гомеризированные Кэнг и Кодос. Думаю, людям очень понравится облик этого сегмента.Брайан Келли, 
Из третьего сегмента были вырезаны сцены попыток заставить инфицированных Гомеров носить маски, чтобы заблокировать отрыжку, но затем вирус начал «выходить через зад», и Гомерам пришлось носить маски на задницах (но безуспешно).

## Культурные отсылки и интересные факты
- Первый сегмент содержит отсылку к триллеру 2013 года «Сквозь снег»[5].
- NFT-обезьяна, которая делает Барту массаж — аллюзия на коллекцию NFT «Bored Ape» (рус. Скучающая обезьяна)[6].
- Название второго сегмента является отсылкой на триллер 1995 года «Семь» (англ. Se7en)[7]. Сюжет сегмента также частично вдохновлён триллером 1991 года «Молчание ягнят»[8][9].
- В начале второго сегмента есть альтернативная версия 2 серии 5 сезона «Cape Feare», где Сайдшоу Боб наконец-то успешно убивает Барта[7].
  - Четверг, 7 октября 1993 года — оригинальная дата показа «Cape Feare»[10].
- Во втором сегменте Лиза рассказывает, что Род Фландерс стал «неприлично бранным комиком». В третьем сегменте есть отсылка к этому — в церкви Род читает автобиографию комика Кэррота Топа, известного самоуничижительным юмором[11].
- Во время убийства Барта Боб поёт песню «He Is an Englishman» (рус. Он — англичанин) из оперетты «Корабль Её Величества «Пинафор»» (англ. HMS Pinafore)[7]. В конце сегмента Лиза включает запись этой песни.
- Во время раскрытия, что охранницей является Мэгги, играет зловещая версия музыкальной темы «Симпсонов»[12].
- Третий сегмент эпизода является пародией на фильм-катастрофу 1995 года «Эпидемия» (англ. Outbreak)[5].

## Отзывы
Во время премьеры серию просмотрели 4,64 млн человек с рейтингом 1.5, что сделало её самым популярным шоу на канале Fox той ночью.
Сайт «Bubbleblabber» оценил серию на 5,5/10.